# Liechtensteiner-Cup 1991-1992
La Liechtensteiner-Cup 1991-1992 è stata la 47ª edizione della coppa nazionale del Liechtenstein conclusa con la vittoria finale del Vaduz, al suo ventiquattresimo titolo.
Della competizione è noto solo il risultato della finale.

## Finale
| Triesen | Vaduz | 2 – 1 | FC Balzers |  |